# 广东广雅中学
广东广雅中学（英語：Guangdong Guangya High School），簡稱廣雅中學，是位于中华人民共和国广东省广州市荔湾区广雅路的一间百年老校，亦是廣東唯一一間被列為省级文物保护单位的學校，其前身为广雅书院，由清末洋务派领袖之一张之洞（时任两广总督）于1888年6月创立，与湖北自强学堂、两湖书院、上海南洋公学并称为当时中国四大學府。

## 校史

### 清朝

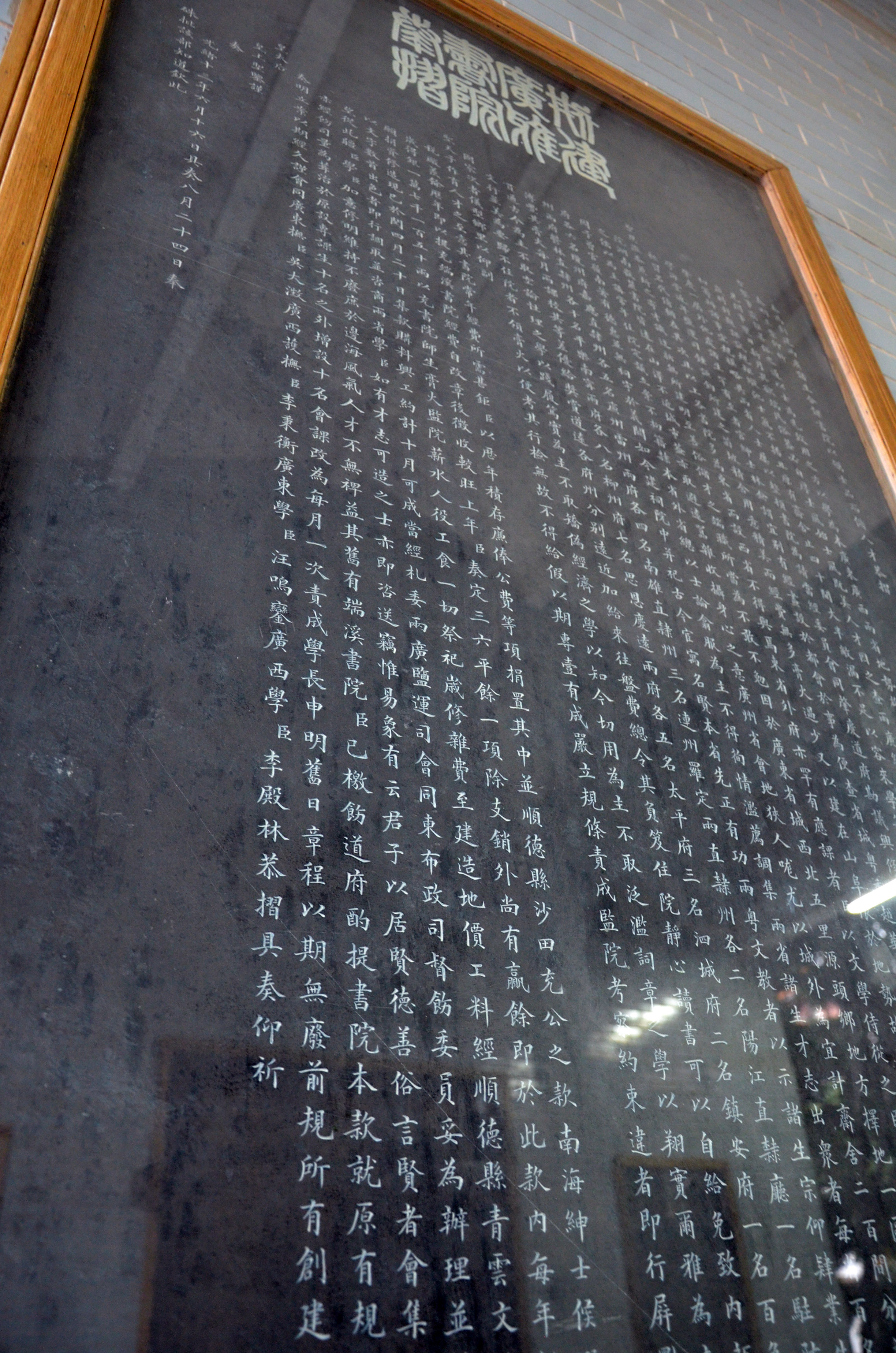
張之洞的《創建廣雅書院奏摺》石刻碑，現存於山長樓。

1884年至1889年间就任两广总督的张之洞，生平重视兴办教育，且不满于清末被科举功名、八股时文之氛围所笼罩的中国教育。早在1874年任四川学政期间，张就在成都创立了尊经书院，以期改革书院教育。就任两广总督后，张於1886年开始筹备兴办一所以培养“经世致用”型人才为目标的新型书院。经近两年的选址与筹备，广雅书院於1888年6月8日在广州西北郊的源头乡正式开馆，校名取“广者大也，雅者正也”之意，以示书院的目标是培养学识渊博、品行雅正的人才。
廣雅書院是兩廣的最高學府，亦是時至當年以來督撫級公辦民助用銀最多、儲備資金最足、佔地面積最大、最具民族園林特色、圖籍最豐、管理最完善、要求最嚴格、成效最卓著、有護院河護院牆城堡封閉式書院。光緒二十八年壬寅（1902年），兩廣總督陶模，承光緒皇帝書院改制欽命，經光緒准奏，於廣雅書院原址，改辦兩廣大學堂。定三三學制，即前三年為備齋、中三年為正齋、後三年為專齋。先任姚文倬為總理（堂長、院長）。因姚文倬徙官，改丁仁長繼任。由於只辦一年，故辦備齋而已。光緒二十九年癸卯（1903年），朝議省不立大學，兩廣總督岑春煊，奏准改兩廣大學堂為廣東高等學堂，以吳道鎔為監督（堂長、院長）。循清製，先設預科，以兩廣大學堂備齋學生充入。授以理、化、圖、體各課。光緒三十三年丁未（1907年）春，開辦高等本科，初設理科一班；光緒三十四年戊申（1908年）春，增文科一班。再開國文、歷史、地理、數學等課。宣統三年辛亥（1911年），設附屬中學兩班，直至中華民國建政前，但學科之教習（教師），部分由廣雅書院學成辭院門生擔任，並由他們自編教材（如數學教習潘應祺、國文教習勞植南、地理教習徐致祥等），供門生學習。據不完全統計，連兩廣大學堂、廣東高等學堂在內，自1888年至1912年，培養學子過千，為民國的創立奠定基礎。

### 中華民國
1912年（民國元年）10月21日（即10月10日雙十國慶節後11日），中華民國教育部把廣東高等學堂改名為廣東省立第一中學校。自此，清朝省級高等學制徹底廢除，民國全新型省級公立中學（含其他公立中學）學制正式確立，同時也是廣東省立第一中學校的誕生日，校方把該日定為該校的建校日，年年慶祝。
1935年（民國廿四年）8月，廣東省立第一中學奉中華民國廣東省教育廳之命，改稱廣東省立廣雅中學。
1937年（民國廿六年）7月，日本侵華。同年秋，廣雅奉命遷校到順德縣碧江鄉。

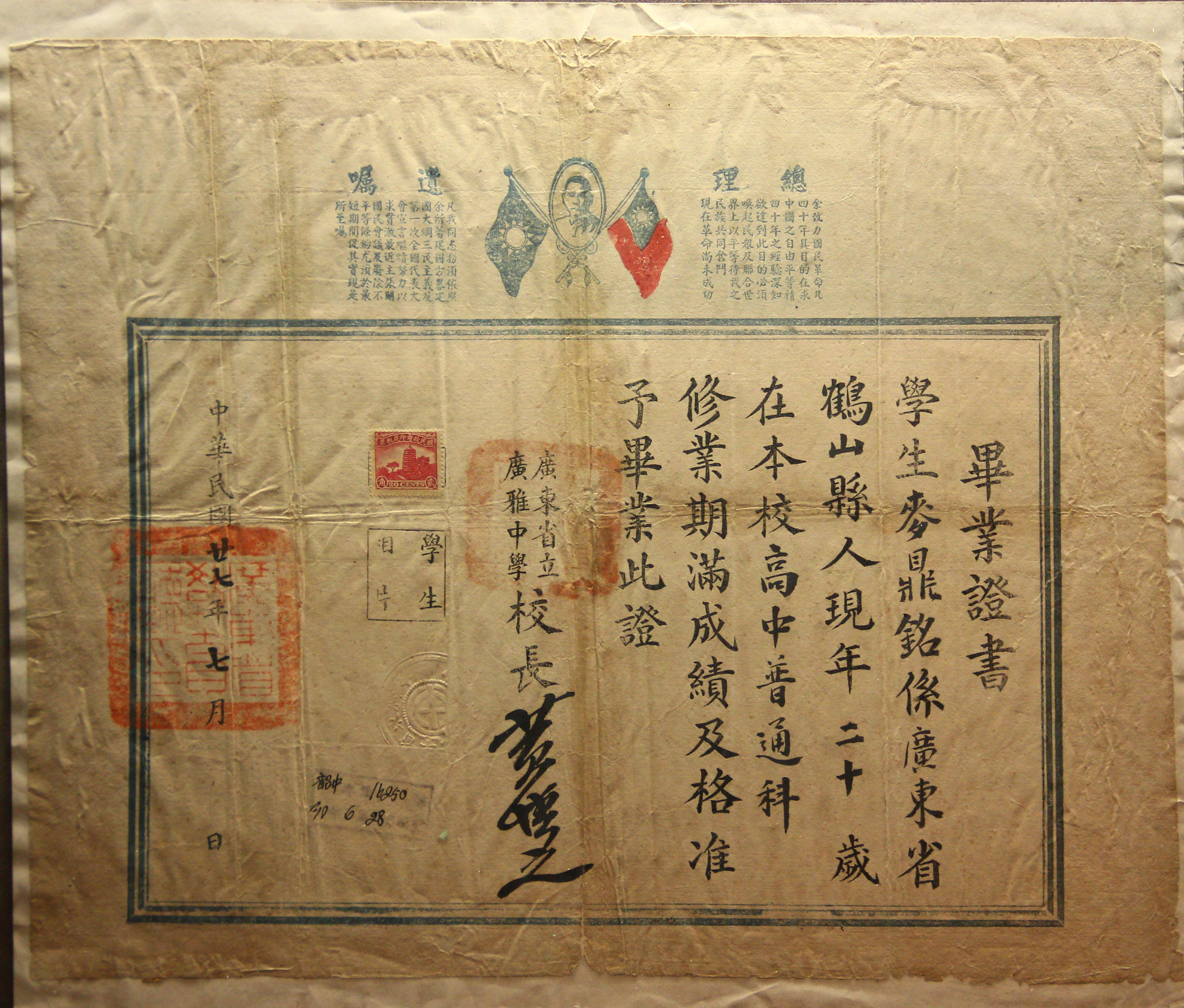
中華民國廿七年的學生畢業證書，上有孫中山的《總理遺囑》

1938年（民國廿七年）10月廣州淪陷，廣雅中學校舍變成飛日軍倉庫。同月，學校由順德碧江遷往信宜縣水口村，碧江隨即淪陷。省教育廳決定把廣雅中學改為廣東省立南路臨時中學，以原廣雅隨遷學生為基礎，吸收廣州各中學回南路的學生進校學習。1939年2月復課，不足二百人，除原隨遷學生外，再招春季生初、高中各一班，利用農村祠堂作校舍堅持辦學。以後每年招收秋季生初、高中各兩班。
1941年（民國三十年）2月，恢復廣東省立廣雅中學原名，學校發展到初、高中各三個年級每級兩班，共十二個班，並恢復招收女生，學生有五百多人。
1945年抗日戰爭勝利，王興瑞校長於10月接掌廣雅中學。其時在廣州西村的校舍已一片荒涼，廣雅書院時代的舊建築物90%傾塌，僅存大禮堂和無邪堂兩座空殼，霍廣河任內新建的建築物也多殘破不全，大球場被改作日軍的馬房和戰壕，游泳池被毀，垃圾馬糞野草遍布校園，教學用具全部不存。1946年1月，廣雅從信宜遷回廣州，2月復課，邊上課邊重建。
1947年（民國卅六年）被評為廣東示範中學。1948年，經過兩年多復員，校園基本恢復原貌。在1948年10月21日的校慶日，校長王興瑞將日軍遺留在校內的「政木部隊陣歿將士碑」改為復員紀念碑，並題寫碑文警示師生毋忘國恥校難。
中共領導成立的廣州地下學聯（地下黨）在廣雅吸收不少「進步學生」入會，到1949年前夕，廣雅的地下學聯成員已近七十人，他們大多數在1949年後成為各條戰線的骨幹。地下學聯運用讀書小組、時事講座、圖書館閱覽、出版刊物、夏令營、冬令營等多種形式宣傳「革命道理」。1949年5月，解放軍渡過長江南下，廣雅地下學聯奉中共之命做好迎接解放的準備，將學校的財產、設備、人事、組織等列出清單上報。9月，中國共產黨聲稱國民政府四處搜捕和濫殺「進步人士」，故廣雅地下學聯組織護校糾察隊進行護校鬥爭，儲備糧水物資，日夜巡邏守衛校園和同學。14日凌晨，校牆外傳來多輪衝鋒槍聲和大隊人馬急促腳步聲，徹夜未眠的廣雅師生知道廣州解放了。

### 中華人民共和國

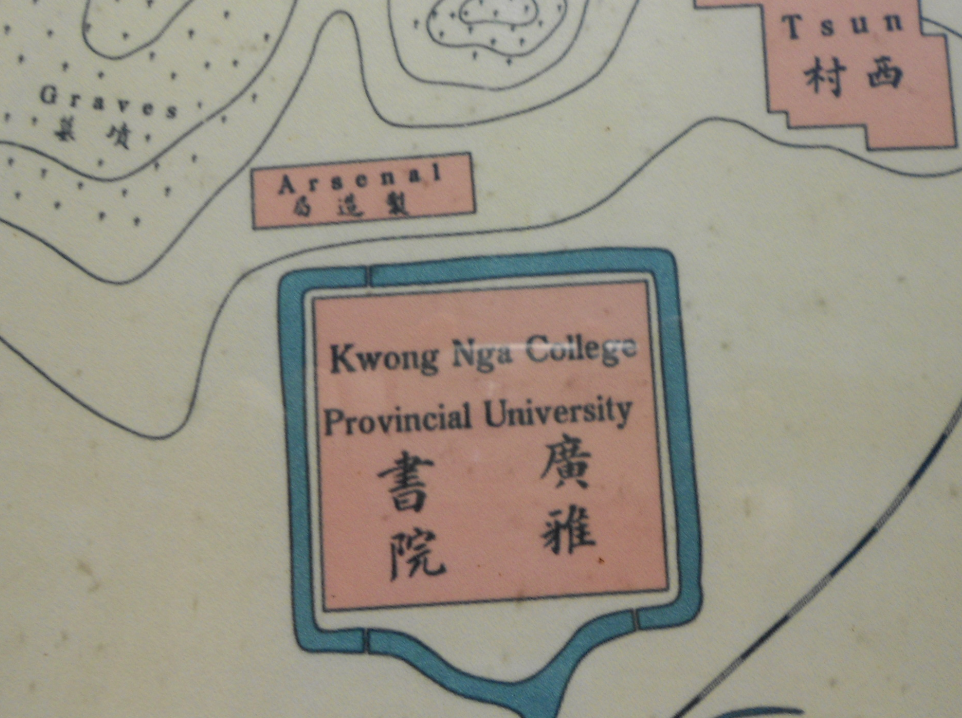
在1907年繪製的 《廣東省城內外全圖（河南附）》中，廣雅書院的英文即是現時港澳及海外常用的粤式郵政式拼音「Kwong Nga」。

1949年（民國卅八年），中華人民共和國成立。11月1日广州市军事管制委员会接管广雅，因此当局改11月1日为校庆日。1950年2月党组织派出卢动为中共建政後的第一任校长，也是第一位中共党员校长。1950年6月中共广东省属支部属下的广雅党小组成立，方绍谦是广雅第一任党小组长。1954年9月中共广雅党支部成立，黄桂荣是广雅第一任党支部书记。
1960年至1966年，广雅试行中学五年一贯新学制（三、二分段）。1960至1962三年均实行独立招生，全市择优录取的入学试。第一年使用广东师院课本、俄语用华东师大课本。

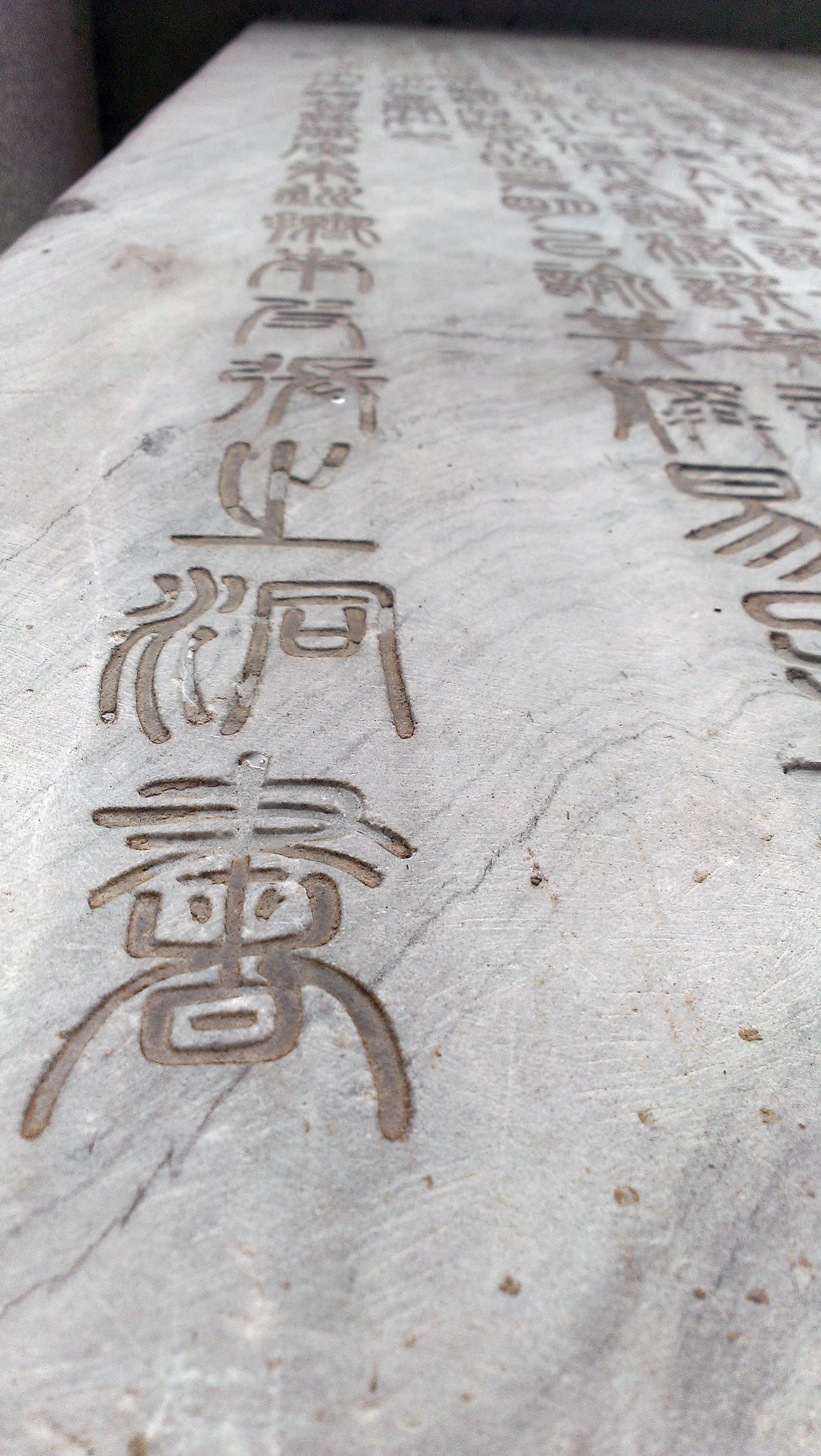
張之洞石碑仍有水泥殘留，未完全恢復原狀。

文化大革命的1966年，教师無書可敎；学校停课搞「階級鬥爭」，揭批「反动学术权威」和「走資派」；學生分派、武鬥、奪權；「革命」大字报貼滿校園。8月，北京市101中红卫兵南下到廣雅搧風點火，欲破壞4塊張之洞的石碑，廣雅人用薄水泥將其糊上，使之得到保存，但石碑也因此未能恢復原狀。1968年，學校复课，更名為红旗中学，不久後再改为广州市第五十四中学。当时学校被取消校长和校委会，最高权力机构是“革命委员会”，其主任是学校最高行政首长。後来，来自工厂的“工宣队”和来自部队的“军宣队”进驻学校，共同参与学校管理。学生虽然在校园“復课鬧革命”，但学校已被“读书无用论”的风气笼罩，文化课学习极不规范，老师上课缺教材和讲义，并且文化课经常变成“革命大批判”的政治课。每个学年还有差不多四分之一的时间需要学生去学工、学农、在外地建农村分校。学期结束时学生也无需考试，学习成绩通过自报、同学之间互评，老师通过就可以。这种状况延续到1971年後才有所改变。
1978年2月当局批准恢复“广东广雅中学”校名，重新成为广东省和广州市重点中学，其原來從清朝至中華民國時期已使用多年的傳統粤式郵政式拼音被當局改為漢語拼音，與其他當局的大部分機構做法相同。

## 建築古蹟

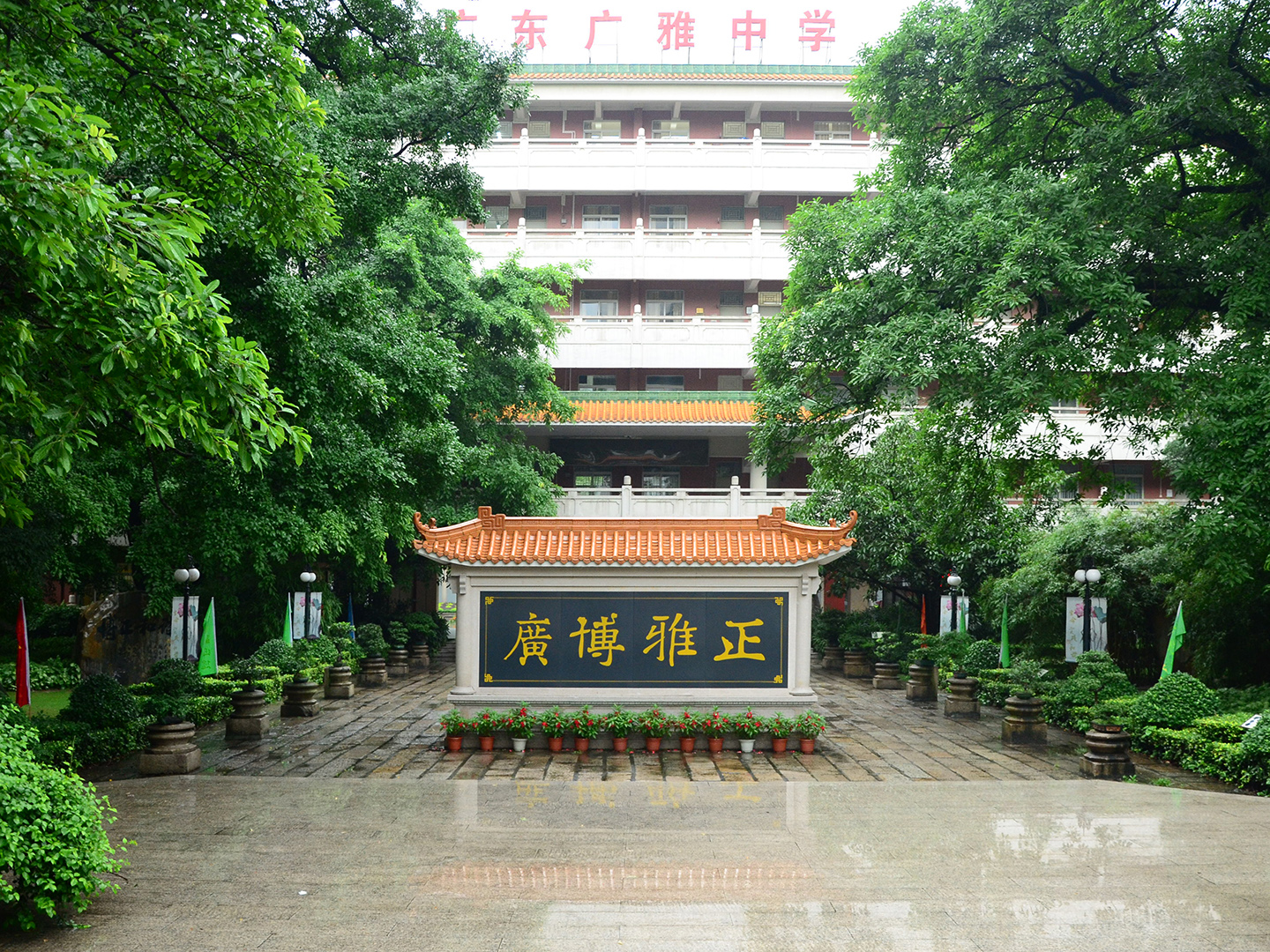
瓊華樓
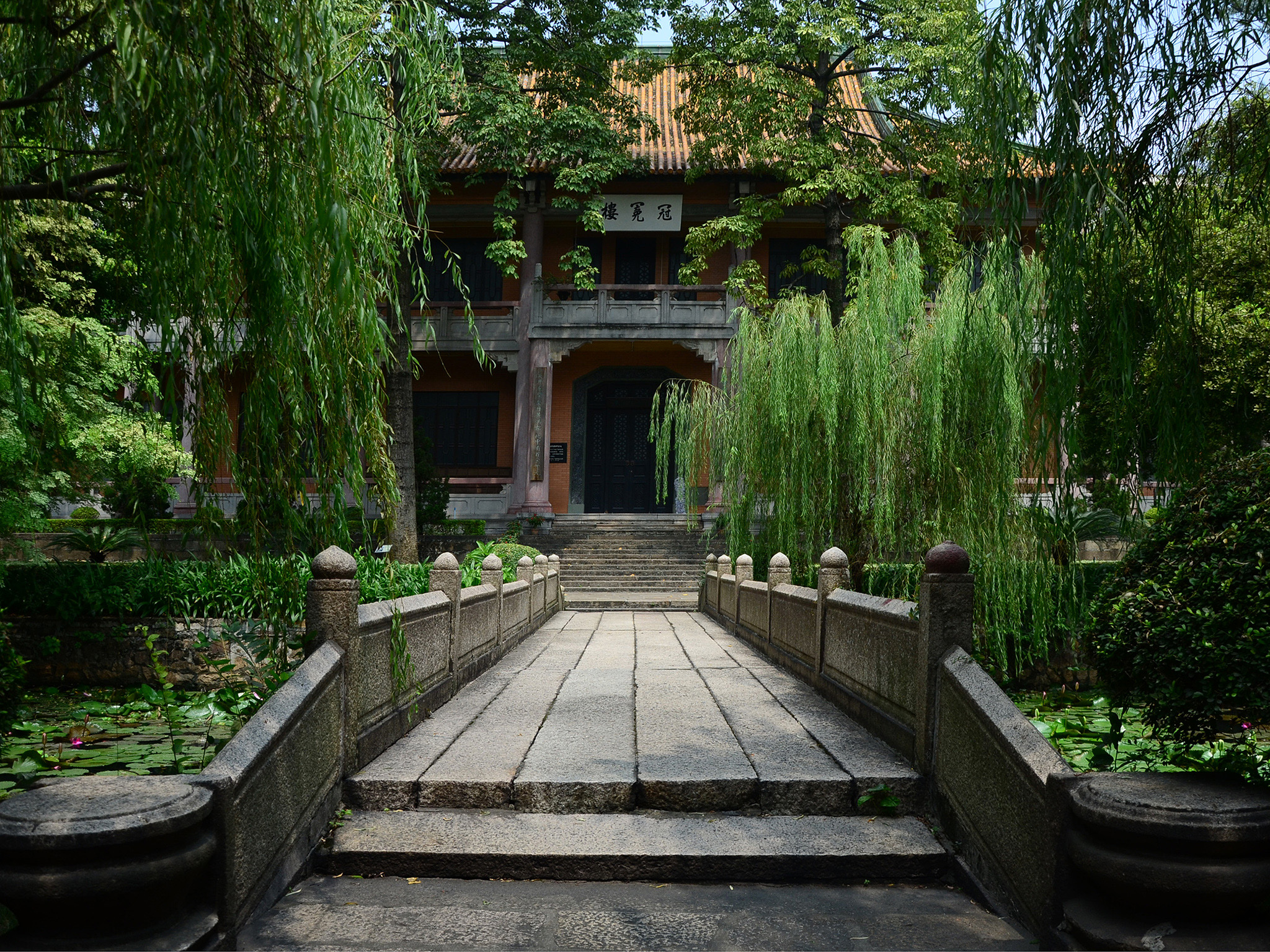
冠冕樓
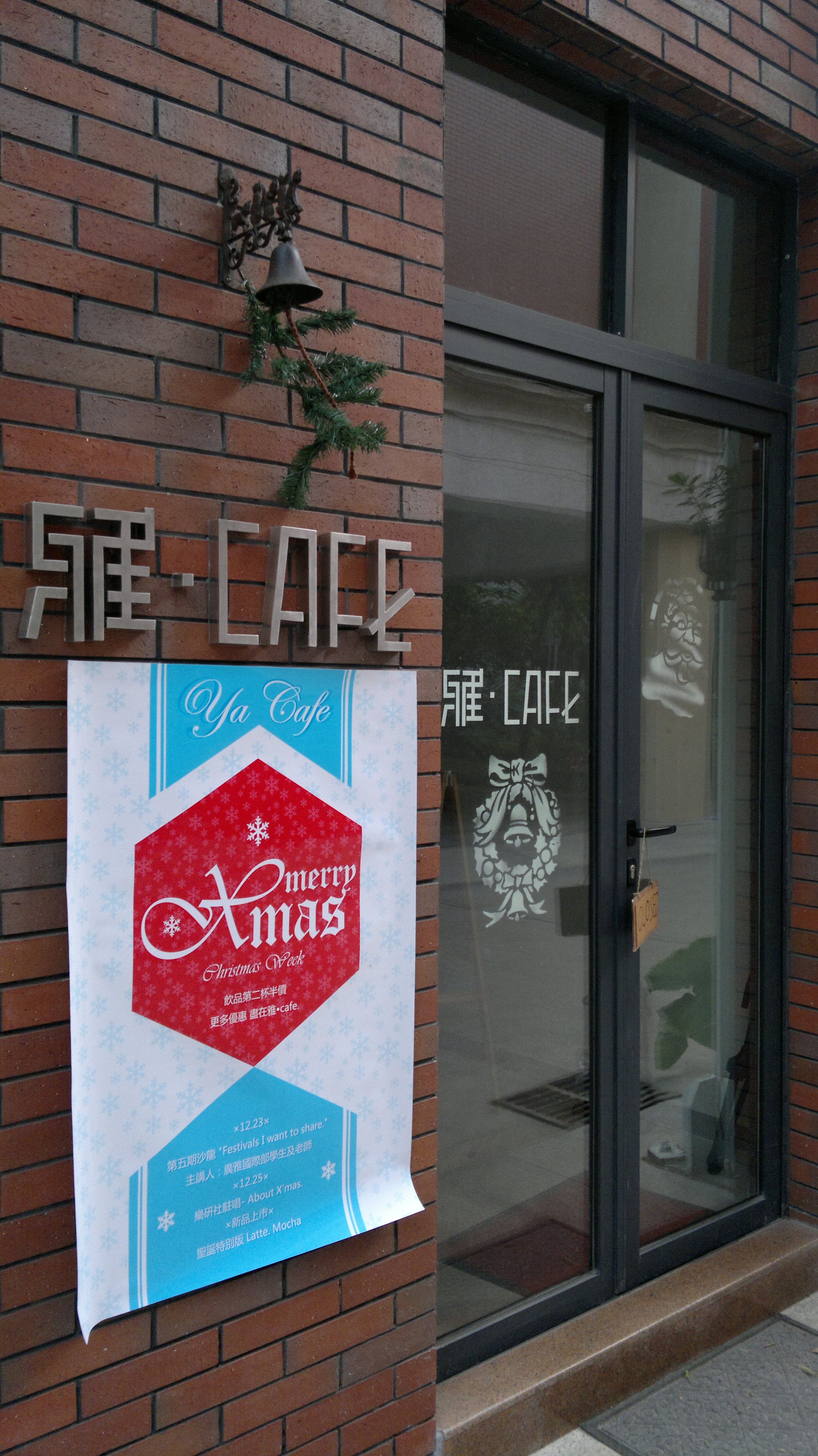
蘭玉樓的「雅·Cafe」

中軸線（由南向北）
廣雅中軸線的建築曾多次拆建，但其總體格局得到保留：
- 琼华楼：共六层，目前为高一级教学楼。
- 山长楼：文物，目前作为会议室使用，分为东、西会议室。注意“山长”的“长”应读作“ㄓㄤˇ”。
- 含英楼：广雅中学图书馆、自修室及教材购买中心，其圖書館規模為廣東省中學圖書館之最[7]。
- 无邪堂：目前作为校领导办公处使用。其名稱來自原「經正無邪堂」（已拆），注意“邪”在此讀作“ㄩˊ”。
- 冠冕樓：歷史文物，廣雅歷史最久的建築之一[8]，目前為廣雅校史館，平時不對外開放，畢業禮在冠冕樓門前舉行[9]。
  - 四方碑石：在樓前安放的四方碑文，為當年張之洞特意選用肇慶星岩白石所刻，分別為李文田篆書《朱子白鹿洞書院學規碑》、吳大澂（時任廣東巡撫）篆書《鄭君六藝論》、汪鳴鑾（時任廣東學政）篆書《程子四箴》和張之洞篆書《許君說文解字序》。文革時被水泥圍封保護。據金石學家伍慶祿憶述，其1989年到訪察看時碑面還被厚厚水泥包覆，當刻即聯系校長自告義務清理，但校方不許可；伍1991年左右複查，相信校方請人打磨過碑面，文字雖然重現，但所嵌水泥殘留而導致字跡變形。[10]

其它

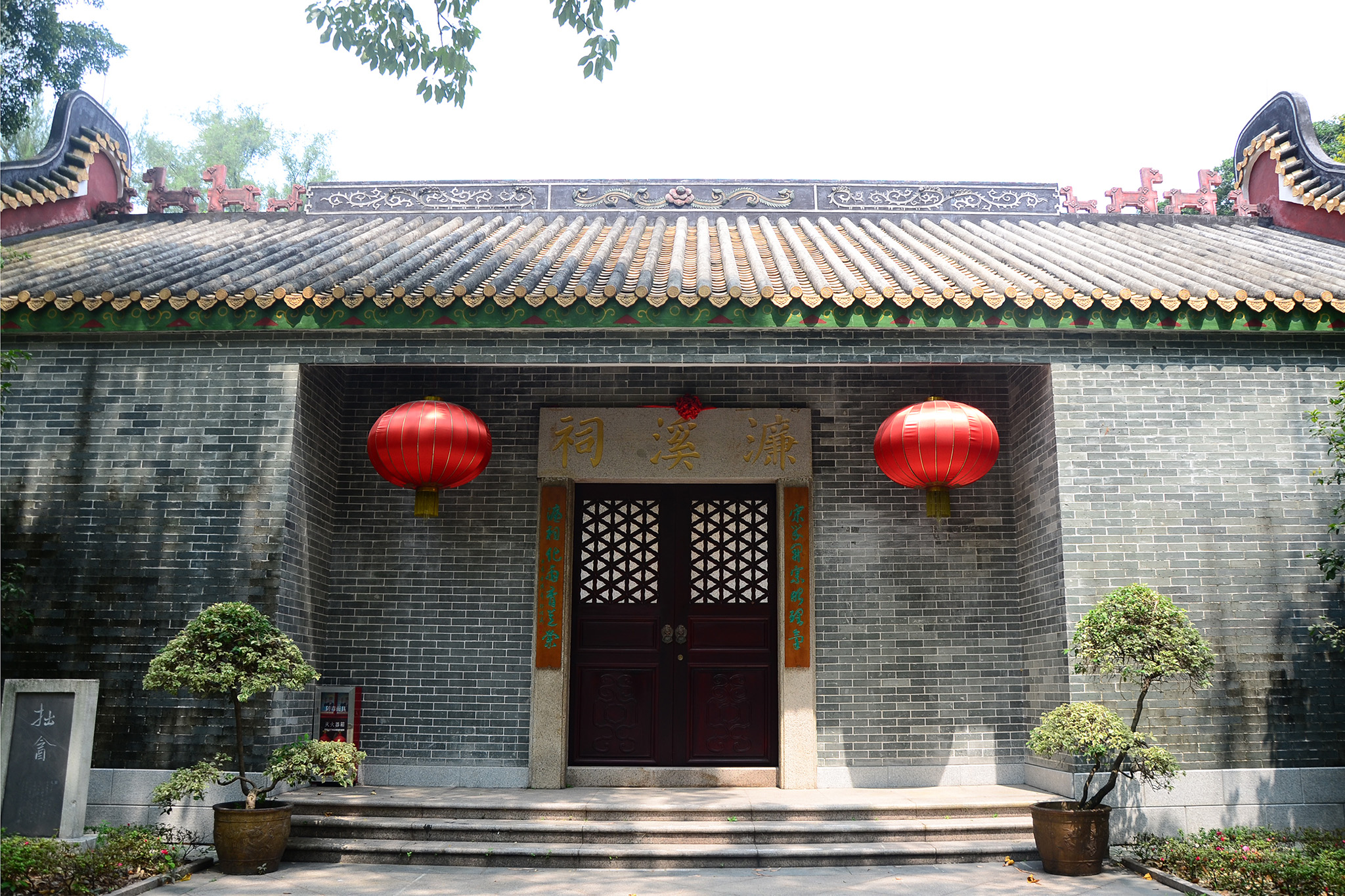
濂溪祠（現僅存後堂）

- 昭明樓：學校主要教學樓，目前設高二、高三、國際部教室和實驗室。西側對聯「尊其所聞 行其所知 合嶺南東道嶺南西道人才 互相師友；博我以文 約我以禮 會漢儒經學宋儒理學宗旨 同造聖賢」係張之洞所作，原本位於經正無邪堂[11][12]。
- 漱玉樓：男生宿舍。
- 未雨樓：飯堂。名稱取自「未雨綢繆」之意。
- 蘭玉樓：女生宿舍，125周年校慶時開設的「雅·cafe」亦設於此[1]。
- 竹軒樓（原名新疆樓）：男生宿舍及新疆部。
- 清佳堂：藝術樓，內有音樂、美術室。
- 濂溪祠：百餘年前為紀念濂溪先生（周敦頤）所建，有學生開學時參拜周敦頤的傳統，但祠堂於大躍進時期變為工廠，後來更成為稟倉，最終被拆毀。直至2009年，廣雅中學重建濂溪祠竣工，並恢復傳統[7][13][14]。今位於荷花池岸邊。

## 行政管理

### 历任校长
- 梁鼎芬  1888—1889 山长
- 朱一新  1889—1894
- 廖廷相  1894—1898
- 邓蓉镜  1898—1902
- 姚文焯  1902       总理
- 丁仁长  1902       监督
- 吴道镕（吴国镇）  1903—1911
- 黄节    1912.1—1913.2 校长
- 陆锡璜  1913.2—1913.9
- 彭金铭  1913.9—1917.1
- 李伯贤  1917.1—1920.8
- 张景耀  1920.8—1921.1
- 袁振瀛  1921.1—1921.7  校长
- 王仁宇  1921.7—1924.2
- 关素人  1924.2—1924.7
- 邹卓然  1924.7—1925.7
- 陈潘    1925.7—1927.1
- 田家杰  1927.1—1927.4
- 彭德禄  1927.4—1927.7
- 黄佩纶  1927.7—1927.10
- 黎杰    1927.10—1928.2
- 黄希声  1928.2--1928.6
- 梁漱溟  1928.6—1929.7
- 黄庆   1929.7—1931.7
- 霍广河 1931.7—1936.8  校长
- 黄慎之 1936.8—1940.8
- 冯肇光  1940.8—1945.10
- 王兴瑞  1945.10—1949.10
- 石屏   1949.11—1950.2  军管小组长
- 卢动    1950.2—1956.9  校长
- 卢炽辉  1956.9—1968.8
- 熊代茂  1968.11—1969.10  革委会主任
- 黄恒信  1969.11—1974.4
- 高洁泉  1974.4—1975.7
- 马振亭  1977.2—1978.5
- 吴蔚棠  1978.5—1981.1  校长（1980年离职病休）
- 卢炽辉  1980.3—1982.2  校长（兼）
- 李宝辉  1982.2—1984.2
- 王叙伦  1984.9—1986.9
- 孔昭炯  1986.9—1992.7  正式任命时间在1987年2月
- 郭乃正  1992.7—2001.8  校长
- 刘仕森  2001.8--2003.2  校长
- 莫乃文  2003.2--2006.1  校长
- 黄永光  2006.1--2012.11  校长
- 叶丽琳  2012.11–2022.08
- 龙国华  2022.08—现在  校长

### 现任领导
- 校长   龙国华
- 党委书记   叶丽琳[2]
- 副校长  吴新华
- 副校长  王穗芳[15]

## 校歌
|  | 五嶺以南 百粵之東 革命策源地勢雄 廣雅文化 時雨春風 宏遠規模今古崇 知行並進 生活共同 實驗先河省一中 扶搖直上 學成致用 許身祖國氣如虹 |

這首校歌創作與20世纪30年代，由傅樵父作詞，羅廣雄作曲，80年代時作過一些修改，至今沿用。
校歌歌詞大體與今日相同，然在50年代以前，校歌最後一句許身祖國氣如虹，原為許身黨國氣如虹，此為兩版歌詞最大差異。自解放之後，校歌原黨國一詞被指有國民政府色彩，故改為中性且溫和的祖國一詞。

## 姊妹學校

### 香港
- 民生書院
- 智新書院

### 马来西亚
- 亞庇中學

### 英国
- 理查德·科萊爾學院（英语：The College of Richard Collyer）

## 知名校友
- 杨匏安：中國共產黨早期領導人[17]
- 朱汝珍：廣東清遠人，1892年考入廣雅書院，中國最後一次科舉考試（光緒三十年甲辰恩科）榜眼，香港孔聖會會長、香港大學教師
- 陳懷德，企業家、慈善家
- 林良駒：廣雅中學原黨委書記，化學教師，現任廣雅中學校友會會長[18]
- 曾志毅：中國人民志願軍士兵，曾參加朝鮮戰爭
- 區煦東：廣東廣雅中學1966届畢業生，婦產科醫師、广州医科大学副教授
- 夏紀真：廣東廣雅中學1965届（五年一貫制）畢業生，航天工程師
- 谭天度：政治家、目前廣東省中國共產黨黨員之最年長者[19]
- 吴冷西：政治家、前任中國共產黨廣東省委員會書記[20]
- 郭仲衡：物理學家[21][22]
- 袁振英：政治家，中國共產黨、中國社會主義青年團早期創始人之一，曾任廣東省立第一中學（廣雅中學前身）校長[19]
- 林为干：微波理論專家[21]
- 曾德超：農業工程及農業機械化專家[21]
- 薛社普：細胞生物學家[21][23]
- 葉恆強：材料科學家[21][24]
- 李衍達：信號處理與智能控制專家[21][25]
- 黃龍雲：政治家，曾任廣東省人大常委會主任、廣東省政協主席、佛山，珠海兩地市委書記等職[21]
- 胡廷積：政治家、小麥栽培專家，曾任河南省人大常委会副主任、河南省政协副主席等職[21]